# Comte Pâris
 (novembre 2023).
- Si vous ne connaissez pas le sujet, laissez ce bandeau (vous pouvez alors contacter les auteurs).
- Si vous supprimez le contenu mis en cause (vous pouvez préalablement contacter les auteurs),

argumentez précisément cette suppression dans la page de discussion
(un manque de référence n'est pas un argument ; une recherche réelle de référence doit avoir été effectuée, être formellement documentée).
 (novembre 2023).

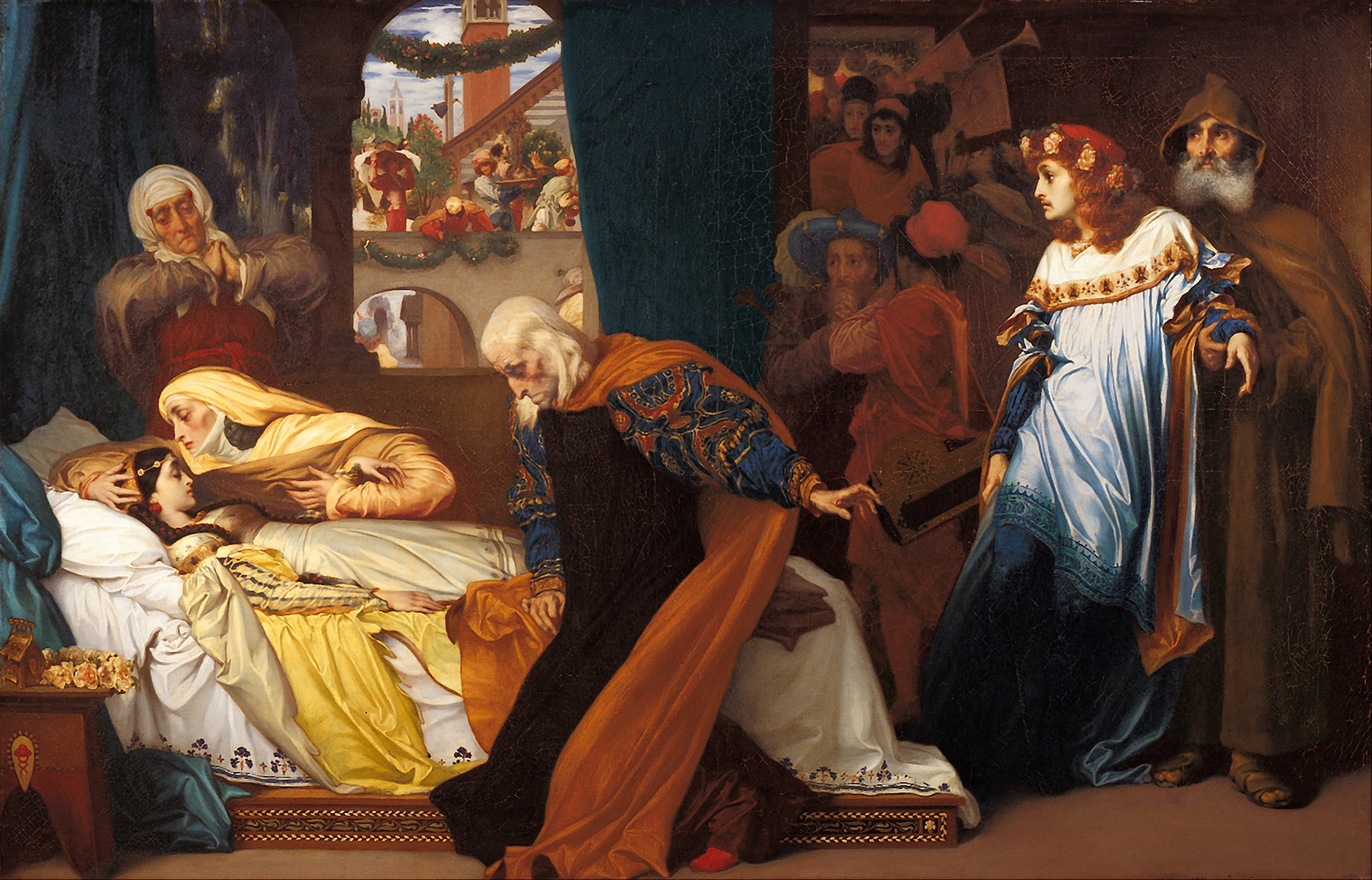
Le compte Pâris (au centre) auprès de Juliette feignant la mort, huile sur toile The feigned death of Juliet par le peintre Frederic Leighton, 1858.

Le comte Pâris est un personnage fictif de la tragédie Roméo et Juliette de William Shakespeare. Il est l'un des prétendants de Juliette. C'est un homme beau et riche et c'est le cousin du Prince Escalus.

## Origines
Luigi da Porto a adapté l'histoire de Giulietta e Romeo et l'a incluse dans son Historia novellamente ritrovata di due Nobili Amanti publié en 1530.
Il lui a donné beaucoup de sa forme moderne, y compris les noms des amoureux, les familles rivales Montecchi et Capuleti, et l'emplacement de Vérone. Il introduit également des personnages correspondant à Mercutio, Tybalt et le comte Pâris de Shakespeare. Da Porto présente son histoire comme étant historiquement vraie et affirme qu'elle a eu lieu sous la politique de Bartolomeo II della Scala (un siècle plus tôt que Salernitano).
Montecchi et Capuleti étaient des factions politiques réelles du XIIIe siècle, mais le seul lien entre elles est une mention dans le Purgatorio de Dante comme exemple de dissension civile.

## Rôle dans la pièce
Pâris fait sa première apparition dans l'Acte I, Scène II, où il propose de faire de Juliette sa femme et la mère de son enfant. Le père de Juliette, Capulet, hésite, lui disant d'attendre jusqu'à ce qu'elle soit plus âgée. Capulet invite Pâris à assister à un bal familial qui se déroule ce soir-là, et lui donne l'autorisation de courtiser sa fille. Plus tard dans la pièce, Juliette refuse de devenir la « joyeuse mariée » de Pâris en raison de l'affaire avec son cousin, Tybalt, qui mourra plus tard de la main de Roméo, proclamant pour la première fois qu'elle méprise Pâris et ne veut rien faire avec lui, malgré ses sentiments antérieurs. Capulet menace violemment de la renier et d'en faire une « enfant des rues » si elle ne se marie pas avec Pâris ; il menace de la gifler et lui crie dessus. La mère de Juliette, aussi, tourne le dos à Juliette peu de temps après que Capulet soit sorti de la scène en furie (« Ne me parlez pas, car je ne parlerai pas un mot, fais comme tu veux, car je l'ai fait avec toi »), comme le fait la nourrice. Ensuite, alors qu'il se trouve à la cellule de Frère Laurent à l'église, Pâris essaie de faire appel à Juliette en disant à plusieurs reprises qu'elle est sa femme et qu'ils vont se marier jeudi. Il l'embrasse et sort de la cellule, incitant Juliette à menacer de se tuer si frère Laurent ne l'aide pas à échapper à ce second mariage.
L'apparition finale de Pâris dans la pièce (mais pas dans la version cinématographique de 1968) se trouve dans le cimetière où Juliette, qui feint la mort, est « mise au repos » dans la tombe de la famille Capulet. Croyant qu'elle est morte, Pâris vient la pleurer dans la solitude et l'intimité et renvoie son domestique. Il professe son amour à Juliette, disant qu'il pleurera chaque nuit pour elle. Peu de temps après, Roméo, dérangé par le chagrin, va aussi au tombeau des Capulet et est confronté au comte Pâris, qui croit que Roméo est venu profaner la tombe de Juliette. Roméo l'implore de partir et ne pas le forcer à prendre une autre vie, mais Pâris refuse et tente de l'arrêter. Un duel s'ensuit et le page de Pâris, qui regardait de loin, s'enfuit pour alerter la garde. Pâris est mortellement blessé. Avant qu'il ne meure, Pâris demande à Roméo d'être miséricordieux et de le placer dans le tombeau avec Juliette. Roméo, reconnaissant Pâris, accorde son souhait et le pose dans la tombe.

## Contexte historique
En tant que père, le rôle principal joué par Capulet dans la vie de Juliette est celui du marieur. Il a élevé et aimé Juliette pendant près de quatorze ans, mais il doit lui trouver un mari approprié, qui s'occupera d’elle pour le reste de sa vie. Juliette, en tant que jeune femme et en tant qu'aristocrate en général, ne peut pas subvenir à ses propres besoins dans la société de son époque (semblable dans la pièce et au XVIe siècle), ses seuls choix de carrière disponibles sont soit l'épouse, soit la nonne. C'est ainsi que son père et son mari l'accompagnent.
Le comte Pâris serait un excellent choix pour Juliette. Lui aussi est un aristocrate et d'un ordre social supérieur. C'est une personne bien établie et riche en affaires / gouvernement qui pourrait s'occuper de Juliette. Il est également, très probablement, bien placé politiquement, ce qui fait de lui un bon contact familial pour Capulet et sa femme. Cela signifie probablement qu'il est assez mature, ayant au moins vingt-cinq ans, alors que Juliette n'a pas encore eu quatorze ans. Néanmoins, dans le contexte historique de la pièce, il n'y a rien de particulier dans leur différence d'âge. Bien que l'âge typique du mariage pour les hommes italiens dans cette période était de 29 ans et pour les femmes environ 25 ans, pour la classe supérieure, y compris l'aristocratie et la classe marchande riche, les mariages arrangés étaient fréquents pendant l'adolescence.

## Analyse
Bien que Pâris ne soit pas aussi développé que les autres personnages de la pièce, il est une complication dans le développement de la relation de Roméo et de Juliette. Son amour pour Juliette s'impose alors même qu'il renverse l'impétueux amour de Roméo. Dans l'acte V, Scène 3, Pâris visite la crypte pour pleurer tranquillement et en privé la perte de sa future fiancée, avant qu'arrive Roméo qu'il pense rentrer à Vérone pour vandaliser la tombe des Capulet. Après avoir refusé les demandes que lui fait Roméo de partir, Pâris et Roméo dégainent leur épée et se battent. Roméo le tue finalement pendant la lutte de l'épée, et son souhait de mort est que Roméo le pose à côté de Juliette, ce que Roméo fait. Cette scène est souvent omise de la scène moderne et des performances d'écran car cela complique ce qui serait autrement une simple histoire d'amour entre les personnages du titre. 
Les hommes utilisaient souvent les sonnets de Pétrarque pour exagérer la beauté des femmes qui leur étaient impossibles à atteindre, comme dans la situation de Roméo avec Rosaline. L'épouse de Capulet utilise cette forme de sonnet pour décrire le comte Pâris à Juliette comme un bel homme. Quand Roméo et Juliette se rencontrent, la forme poétique change de Pétrarque (qui devint archaïque au jour de Shakespeare) à une forme de sonnet plus contemporaine, en utilisant des « pèlerins » et des « saints » comme métaphores. Enfin, lorsque les deux se rencontrent sur le balcon, Roméo essaie d'utiliser la forme du sonnet pour promettre son amour, mais Juliette le brise en disant : « Est-ce que tu m'aimes ? » En faisant cela, elle cherche une vraie expression plutôt que l'exagération poétique de leur amour. Juliette utilise des mots monosyllabiques avec Roméo, mais utilise un langage formel avec Pâris. D'autres formes de la pièce incluent un épithalame de Juliette, une rhapsodie dans le discours de la Reine Mab de Mercutio et une élégie par Pâris.

## Représentations
- Une version de révisionniste fausse-victorienne de Roméo et de la scène finale de Juliette fait partie de la pièce de théâtre de 1980 La Vie et les Aventures de Nicholas Nickleby. Cette version a une fin heureuse : Roméo, Juliette, Mercutio et Pâris reviennent à la vie et Benvolio révèle qu'il est l'amour de Pâris, Benvolia, déguisé[13].
- Dans Roméo + Juliette de Baz Luhrmann, le personnage s'appelle Dave Paris et est joué par Paul Rudd. Sa relation familiale avec Escalus (appelé « Capitaine Escalus Prince ») est retirée entièrement du film, et Dave Paris n'est pas considéré comme un homme noble ; il est plutôt un magnat commercial riche et le fils d'un gouverneur.
- Dans le film Gnoméo & Juliette sorti en 2011, il y a un Gnome rouge appelé Pâris qui doit épouser Juliette lors d'un mariage arrangé par son père Lord Redbrick, bien qu'elle ne l'aime pas. Elle est amoureuse d'un Gnome bleu nommé Gnoméo. Juliette le distrait avec son amie Nanette, la grenouille, qui est amoureuse de Pâris, souhaitant que les deux commencent une relation. Il est doublé par Stephen Merchant.